# Màng ngăn âm đạo
Màng ngăn âm đạo là một phương pháp kiểm soát sinh sản theo kiểu ngăn chặn. Nó có hiệu quả vừa phải, với tỷ lệ thất bại một năm khoảng 12% với việc sử dụng thông thường. Nó được đặt trên cổ tử cung với chất diệt tinh trùng trước khi quan hệ tình dục và để tại chỗ ít nhất sáu giờ sau khi quan hệ. Nói chung nên cần đến bác sĩ tư vấn để chọn kích thước màng ngăn phù hợp.
Tác dụng phụ của nó thường rất ít. Sử dụng có thể làm tăng nguy cơ nhiễm khuẩn âm đạo và nhiễm trùng đường tiết niệu. Nếu để trong âm đạo trong hơn 24 giờ hội chứng sốc nhiễm độc có thể xảy ra. Mặc dù sử dụng có thể làm giảm nguy cơ nhiễm trùng lây truyền qua đường tình dục, nhưng nó không hiệu quả lắm. Có một số loại màng ngăn với thiết kế vành và lò xo khác nhau. Chúng có thể được làm từ latex, silicone hoặc cao su tự nhiên. Màng ngăn âm đạo làm việc bằng cách chặn truy cập và giữ chất diệt tinh trùng gần cổ tử cung.
Màng ngăn âm đạo được sử dụng vào khoảng năm 1882. Nó nằm trong Danh sách các loại thuốc thiết yếu của Tổ chức Y tế Thế giới, loại thuốc hiệu quả và an toàn nhất cần có trong hệ thống y tế. Ở Vương quốc Anh, giá cả theo NHS là dưới 10 bảng Anh mỗi người. Tại Hoa Kỳ, chúng có giá khoảng 15 đến 75 USD và là phương pháp ngừa thai của 0,3% người dân. Những chi phí này không bao gồm chi phí cho chất diệt tinh trùng.

## Sử dụng y tế
Trước khi chèn hoặc tháo màng ngăn, trước tiên người ta phải rửa tay  để tránh đưa vi khuẩn có hại vào ống âm đạo.
Vành của một màng chắn được ép thành hình bầu dục hoặc hình vòng cung để chèn. Một chất bôi trơn gốc nước (thường là chất diệt tinh trùng) có thể được áp dụng cho vành của màng ngăn để hỗ trợ chèn. Một muỗng cà phê (5 mL) chất diệt tinh trùng có thể được đặt trong vòm của màng ngăn âm đạo trước khi chèn, hoặc với một dụng cụ sau khi đặt.
Màng ngăn âm đạo phải được đưa vào trước khi quan hệ tình dục, và ở lại trong âm đạo trong 6 đến 8 giờ sau khi xuất tinh lần cuối của một người đàn ông. Đối với nhiều hành vi giao hợp, nên đưa thêm 5 ml chất diệt tinh trùng vào âm đạo (không đưa vào màng ngăn. Không nên phá vỡ niêm phong của màng ngăn) trước mỗi hành vi tình dục. Sau khi đưa ra ngoài, màng ngăn phải được làm sạch bằng nước xà phòng nhẹ ấm trước khi lưu trữ. Màng ngăn âm đạo phải được gỡ bỏ để làm sạch ít nhất 24 giờ một lần và có thể được đưa vào lại ngay lập tức.
Các sản phẩm gốc dầu không nên được sử dụng với màng chắn latex. Chất bôi trơn hoặc thuốc âm đạo có chứa dầu sẽ làm cho chất lượng màng ngăn nhanh chóng xuống cấp và làm tăng đáng kể khả năng vỡ hoặc rách màng.
Màng làm bằng cao su tự nhiên sẽ xuống cấp theo thời gian. Tùy thuộc vào điều kiện sử dụng và lưu trữ, một màng chắn latex nên được thay thế sau mỗi một đến ba năm. Màng chắn silicon có thể tồn tại lâu hơn nhiều - tối đa đến mười năm.